# Valea, Soroca
Valea este un sat din cadrul comunei Cremenciug din raionul Soroca, Republica Moldova.
Satul a fost înființat în urma reformei agrare basarabene. În 1922 aici au primit pământ și s-au strămutat mai multe familii din Sobari și Cremenciug. În documente satul a apărut la 29 decembrie 1930 cu denumirea Văleni.

## Demografie
Conform recensământului populației din 2004, în satul Valea locuiau 14 persoane (6 bărbați, 8 femei), toți moldoveni/români.